# イタリアのバレーボール選手一覧
この記事はイタリアのバレーボール選手一覧（-せんしゅいちらん）である。
既に記事があるものに関してはCategory:イタリアのバレーボール選手を参照されたい。
この項目はCategoryではないので、記事の無い選手について赤リンクのままにしておく事が出来る。記事の無いものに関しては一時的に簡単な説明（時代、クラブ）等を併記しておいて構わない。

## 男子
- アンドレア・アナスタージ
- クリスチャン・カソーリ
- クラウディオ・ガッリ（バルセロナ代表、1993年欧州選手権優勝）
- マウロ・ガボット
- アンドレア・ガルディーニ
- ルカ・カンタガッリ（バルセロナ代表、アトランタ銀メダル、1989、1993、1995年欧州選手権優勝）
- パスクアーレ・グラビーナ
- マヌエル・コッショーネ
- パオロ・コッツィ
- ミルコ・コルサーノ
- アンドレア・サーラ
- イバン・ザイツェフ
- クリスチャン・サバーニ
- アンドレア・サルトレッティ
- ベンツィスラフ・シメオノフ
- アンドレア・ジャーニ
- アルベルト・ジュリアーニ
- アンドレア・ジョーヴィ
- レオンディーノ・ジョンビーニ（1999年欧州選手権優勝）
- ジャコモ・シンティーニ
- フリスト・ズラタノフ
- アンドレア・ゾルジ
- フランチェスコ・ダッロリオ
- マテイ・チェルニック
- アルベルト・チゾーラ
- ダニエレ・デジデリオ
- フェルディナンド・デジョルジ
- ルカ・テンカティ（2005年欧州選手権優勝）
- パオロ・トフォリ
- ドラガン・トラヴィツァ
- マルコ・ヌティ
- アンドレア・バーリ
- ミケーレ・パシナート（バルセロナ代表、1993、1995年欧州選手権優勝）
- ダニエレ・バニョーリ
- ブルーノ・バニョーリ
- アレッサンドロ・パパローニ（2005年欧州選手権優勝）
- サムエル・パピ
- アンドレア・バルトレッティ
- シモーネ・パロディ
- マッテオ・ピアーノ
- ダミアーノ・ピッピ
- エマヌエーレ・ビラレッリ
- フランチェスコ・ビリバンティ（2003年欧州選手権優勝）
- アレッサンドロ・フェイ
- ファビオ・ブッロ（バルセロナ代表）
- シモーネ・ブティ
- マルコ・ブラッチ
- シルヴァーノ・プランディ
- ジャンロレンツォ・ブレンジーニ
- ルカ・ベットーリ
- マウロ・ベッルート（イタリア代表監督）
- ダビデ・ベリーニ（1993年欧州選手権優勝）
- ロレンツォ・ベルナルディ
- バレリオ・ベルミリオ
- ダンテ・ボニンファンテ
- ヴィゴール・ボボレンタ
- ロベルト・マッシァレッリ（バルセロナ代表、1989年欧州選手権優勝）
- ルイジ・マストランジェロ
- ダニエレ・マッツォーネ
- ロリス・マニア
- ガブリエル・マルオッティ
- マッテオ・マルティーノ
- マルコ・マルティネッリ（1993年欧州選手権優勝）
- マルコ・メオーニ
- ジャン・パオロ・モンターリ
- パオロ・モンタニャーニ
- ミカル・ラスコ
- アンドレア・ラディチ
- ルイジ・ランダッツォ
- アンドレア・ルケッタ
- シモーネ・ロサルバ
- サルヴァトーレ・ロッシーニ
- アンジェロ・ロレンツェッティ

## 女子
- マヌエラ・レッジェーリ
- タイスマリー・アゲロ
- サラ・アンツァネッロ
- セレナ・オルトラーニ
- パオラ・カルドゥッロ
- マルティーナ・グイッジ
- パオラ・クローチェ
- シモーナ・ジョーリ
- マヌエラ・セーコロ
- ステファニア・ダッリーニャ
- ナディア・チェントーニ
- エリーザ・トグット
- パオラ・パッジ
- ジェニー・バラッツァ
- フランチェスカ・ピッチニーニ
- ヴァレンティーナ・フィオリン
- フランチェスカ・フェレッティ
- アントネッラ・デルコーレ
- シモーナ・リニエーリ
- エレオノーラ・ロビアンコ
- カロリーナ・デルピラール・コスタグランデ
- バレンティーナ・アリゲッティ
- インドレ・ソロカイテ
- ルチア・ボゼッティ
- ジュリア・ロンドン
- クリスティナ・バルチェリーニ
- モニカ・デジェンナーロ
- ヴァレンティーナ・ディウフ